# Super League Basketball
La Super League Basketball (SLB) est la ligue du Royaume-Uni de basket-ball, à savoir le plus haut niveau du pays pour la catégorie masculine. La ligue a été formée en 2024 pour remplacé la British Basketball League (BBL).

## Historique
À partir de 1987, la British Basketball League (BBL) était la compétition de basket-ball prééminente au Royaume-Uni. En 2024 la Basketball League Ltd (BLL), la société d'exploitation de la BBL, connaissait des difficultés financières importantes. En raison de cette incertitude, la British Basketball Federation (BBF) a mis fin à la licence d'exploitation de la BLL pour gérer la ligue professionnelle masculine, avec effet immédiat. Le même jour, une nouvelle organisation, Premier Basketball Limited, a été créée par un consortium d'équipes de basket-ball existantes anciennement de la BBL. Le consortium, dirigé par Sarah Backovic, directrice des Sheffield Sharks, s'est vu accorder une licence de trois ans par la BBF pour exploiter la compétition de basket-ball masculin de haut niveau, à la place de l'ancienne BBL.
Le 2 août, la nouvelle compétition a été dévoilée sous le nom de Super League Basketball.

## Équipes

### Équipes actuelles
| Équipe                | Ville               | Salle                      | Capacité | Fondation |
| --------------------- | ------------------- | -------------------------- | -------- | --------- |
| Bristol Flyers        | Bristol             | SGS College Arena          | 750      | 2006      |
| Caledonia Gladiators  | East Kilbride       | Playsport Arena            | 1,800    | 1998      |
| Cheshire Phoenix      | Ellesmere Port      | Cheshire Oaks Arena        | 1,400    | 1984      |
| Leicester Riders      | Leicester           | Mattioli Arena             | 2,400    | 1967      |
| London Lions          | Londres (Stratford) | Copper Box Arena           | 6,000    | 1977      |
| Manchester Basketball | Manchester          | National Basketball Centre | 2,000    | 2024      |
| Newcastle Eagles      | Newcastle           | Vertu Motors Arena         | 2,800    | 1976      |
| Sheffield Sharks      | Sheffield           | Canon Medical Arena        | 2,500    | 1991      |
| Surrey 89ers          | Guildford           | Surrey Sports Park         | 970      | 2024      |

## Sources
- (en) Cet article est partiellement ou en totalité issu de l’article de Wikipédia en anglais intitulé « Super League Basketball » (voir la liste des auteurs).